# Melody A.M.
| Recensione | Giudizio |
| ---------- | -------- |
| OndaRock   | 8        |

Melody A.M. è il primo album in studio del gruppo musicale norvegese Röyksopp, pubblicato l'8 ottobre 2001.
La voce in Poor Leno e Remind Me è quella di Erlend Øye dei Kings of Convenience, mentre Sparks è cantata dalla cantante norvegese Anneli Drecker, che in seguito collaborerà coi Röyksopp anche nell'album Junior del 2009. Il disco è stato pubblicato in tre versioni per i diversi mercati: una per l'Europa, una per il Nord America e una per il Giappone. Tra le prime due tracce, in alcune edizioni, vi è un pregap in cui i due membri del gruppo parlano tra loro.

## Tracce
Testi e musiche di Svein Berge e Torbjørn Brundtland, eccetto dove indicato.
1. So Easy (B. Bacharach, H. David) – 3:44
2. Eple – 3:36
3. Sparks (feat. Anneli Drecker) – 5:25 (S. Berge, T. Brundtland, A.Drecker)
4. In Space – 3:30
5. Poor Leno (feat. Erlend Øye) – 3:57 (S. Berge, T. Brundtland, E. Øye)
6. A Higher Place – 4:31
7. Röyksopp's Night Out – 7:30
8. Remind Me (feat. Erlend Øye) – 3:39 (S. Berge, T. Brundtland, E. Øye)
9. She's So (S. Berge, T. Brundtland, P. Thomas) – 5:23
10. 40 Years Back/Come (S. Berge, T. Brundtland, M. Manring) – 4:45

## Singoli
- So Easy: è il primo singolo dei Röyksopp, pubblicato nel 1999. In seguito il brano è stato incluso in un'edizione di Remind Me.
- Eple: pubblicato nel luglio del 2001 e di nuovo il 24 febbraio 2003, è il primo singolo ufficiale estratto da Melody A.M. Il video mostra varie fotografie e passa da una all'altra con effetti di morphing.
- Poor Leno: pubblicato il 3 dicembre 2001 e in seguito 18 novembre 2003, è cantato da Erlend Øye. Il video musicale, diretto da Sam Arthur, è un misto di animazione e live action e mostra un essere dalle sembianze di un piccolo uomo vestito da orso che si trova tristemente nella gabbia di uno zoo.
- Remind Me: pubblicato il 5 agosto 2002, il brano è cantato da Erlend Øye. Il video musicale, diretto da Ludovic Houplan e Hervé de Crécy, è realizzato in animazione al computer e mostra una giornata di una donna londinese attraverso infografica; vengono "analizzati" oggetti d'uso quotidiano e illustrati i processi di fabbricazione dei prodotti con tabelle, diagrammi e grafici; vinse l'MTV Europe Music Award 2002 come miglior video. Il brano che accompagna il video è la versione Someone Else's Remix.
- Sparks: pubblicato il 16 giugno 2003, è l'ultimo singolo tratto da Melody A.M. La voce è di Anneli Drecker. Il video, diretto da Thomas Hilland, è rappresentato da un unico piano sequenza in cui l'inquadratura entra ed esce da edifici di notte.

## Campionamenti
- La parte vocale di So Easy proviene da Blue on Blue, brano scritto da Burt Bacharach e Hal David e inciso originariamente da Bobby Vinton, in questo caso interpretato dal gruppo vocale svedese Gals and Pals.
- Il sax in She's So è un campionamento di Love in Space di Peter Thomas.
- Il piano rhodes in Eple è un campionamento di You're as Right as Rain di Bob James.